# Врублевский, Валерий Антоний
Валерий Антоний Врублевский (15 декабря 1836 — 5 августа 1908) — деятель польского и международного революционного движения.

## Биография
Родился в местечке Желудок Лидского уезда (ныне городской посёлок в Щучинском районе Белоруссии) в семье безземельного польского шляхтича Антона Врублевского и Розалии из рода Юровских. Отец его работал лесником, потом казначеем у графа Тизенгаузена.
Окончив в 1853 году Виленскую гимназию, поступил в Петербургский лесной институт (на здании университета установлена мемориальная доска). Во время учёбы участвовал в студенческом движении, был членом нелегального революционного кружка, которым руководили польские революционеры-демократы Зигмунт Сераковский и Ярослав Домбровский.
В 1861 году Врублевский в звании подпоручика направлен инспектором (руководителем) лесной егерской школы в деревню Сокулка Гродненской губернии (ныне Польша). В 1861—1862 годах он активно участвовал в создании нелегальной революционной организации на Гродненщине, вёл пропаганду среди учащихся школы. Вместе с Кастусем Калиновским редактировал, печатал и распространял нелегальную революционно-демократическую газету «Мужицкая правда».

## Участие в восстании 1863 — 1864 годов
Во время восстания 1863—1864 годов Валерий Врублевский был активным сторонником идей «красных» — левого крыла революционного движения, и ближайшим сподвижником К. Калиновского. С 12 (24) апреля по 16 (28) октября 1863 года Валерий Врублевский руководил самым крупным (около 400 бойцов) повстанческим отрядом Гродненской губернии. С 3 (15) августа по 16 (28) октября 1863 в чине бригадного генерала был главнокомандующим всеми повстанческими формированиями Гродненской губернии. Умелое руководство повстанцами в вверенной ему области, позволило поддерживать активную партизанскую войну против русских войск значительно дольше, чем во многих других регионах Северо-Западного края охваченных восстанием. Однако после окончательного разгрома мятежа на Гродненщинне бежал в Варшаву.
Где недавно вступивший в должность диктатора Ромуальд Траугутт назначил Врублевского комиссаром Люблинского и Подляского воеводств, и поставил ему задачу возродить затухающее там повстанческое движение. Однако 28 декабря 1863 (9 января 1864) при переходе с конным отрядом единомышленников из 40 человек реки Вепш в районе Коцка у деревни Устинов, группа подверглась нападению казацкого отряда. В ожесточенном бою Врублевский был тяжело ранен (два раза саблей в голову, и один раз в правое плечо), но несмотря на серьезные раны выжил. Казаки, посчитавшие Валерия мертвым, оставили его на поле битвы, тем не менее вскоре Врублевский был найден там в полуживом состоянии местными крестьянами сочувствующими восставшим и спрятан в сарае одного из них.
Через некоторое время подлечившись Врублевскому удалось перебраться в усадьбу «Завепшицы» Болеславы Складовской  (тетки Марии Складовской-Кюри), при посредничестве которой переодетый в женщину Врублевский в июле 1864 года сумел бежать в Галицию находящуюся под управлением Австрийской империи, так как власти Российской империи выдали ордер на его арест заочно приговорив к смертной казни. Все имущество Валерия Врублевского на территории Российской империи также было конфисковано. В конце 1864 года Врублевский эмигрировал во Францию.

## Участие в Парижской коммуне
В Париже работал учителем, а позже фонарщиком. С 1865 года руководил демократическими организациями белорусско-польских эмигрантов. В 1867 году вступил в Национальную гвардию Франции.
Когда 18 марта 1871 во Франции произошла революция и было создано правительство Парижской Коммуны, Врублевский, как и многие другие его соотечественники, активно поддержал революционные устремления парижан. В этом выступлении он видел «социальную революцию, которая при успехе может перевернуть весь порядок, что существует сейчас в Европе…». В звании полковника (получил накануне восстания) Врублевский предложил коммунарам свои услуги и план военных действий. Вскоре ему было присвоено звание генерала, и он возглавил одну из трёх революционных армий, которая защищала южную часть Парижа. В боях Врублевский показал себя умелым, рассудительным и предусмотрительным полководцем и боролся во главе своей армии до последнего дня существования Парижской коммуны. После чего в ночь с 27 на 28 мая 1871 года распустил оставшихся бойцов по домам.

## Последующая жизнь и смерть
В августе 1871 года с фальшивым паспортом Валерий Врублевский переехал в Великобританию, где близко познакомился с К. Марксом и Ф. Энгельсом.
В это же время здоровье его в результате многочисленных ранений сильно пошатнулось, Врублевскому с трудом удалось избежать ампутации правой руки.
Подлечившись в больнице Лондонского университета, Врублевский вступил в I Интернационал. В октябре 1871 года его избрали членом Генерального совета I Интернационала, секретарём-корреспондентом для Польши. 28 мая 1872 года Французское правительство заочно приговорило его к смертной казни. Идеи Интернационала Врублевский проповедовал в эмигрантской организации «Люд польский», созданной в Лондоне по его инициативе. В 1871—1872 годах Врублевский был председателем судебной («третейской») комиссии, которая разбирала конфликты между членами I Интернационала. Поддерживал Маркса и Энгельса против Бакунина. После распада I Интернационала и организации «Люд польский» (1876) Врублевский перебрался в Женеву. В 1878 году он нелегально приезжал в Россию (Одесса, Петербург), встречался с народниками-землевольцами. Когда французское правительство объявило амнистию участникам Парижской коммуны, в 1885 году Врублевский переехал во Францию и поселился в городе Ницце. В 1901 году французское правительство даже назначило ему пенсию. Последние годы жизни он провёл в Уарвиле (около Парижа) в доме бывшего коммунара и земляка Г. Гершинского. Похоронен в Париже на кладбище Пер-Лашез, возле стены Коммунаров. На надгробии надпись: «героическому сыну Польши — народ Парижа».
В честь генерала названы улицы в Катовицах, Лодзи, Бресте и Гродно.
Оценка деятельности Врублевского дана в словах В. И. Ленина: «…Память Домбровского и Врублевского неразрывно связана с величайшим движением пролетариата в XIX веке…»